# Narcissus alentejanus
Narcissus alentejanus är en amaryllisväxtart som beskrevs av Francisco Javier Fernández Casas. Narcissus alentejanus ingår i släktet narcisser, och familjen amaryllisväxter. Inga underarter finns listade i Catalogue of Life.